# Angkor Extra Stout
Angkor Extra Stout is een Cambodjaanse biermerk. Het bier wordt gebrouwen in Brouwerij Cambrew te Sihanoukville. Angkor Extra Stout is een donkerbruin bier, type stout met een alcoholpercentage van 8%.